# IV. Iván orosz cár
IV. Iván, tettei után kapott melléknevén Rettegett Iván vagy Rettenetes Iván (oroszul: Иван IV Грóзный [Ivan Groznij]), (1530. augusztus 25. – 1584. március 18.), moszkvai nagyfejedelem 1533-tól, az első orosz cár 1547-től haláláig. Hosszadalmas, jobbára eredménytelen háborúskodásba keveredett a svédekkel és a litvánokkal, ám az Arany Horda és a Német Lovagrend ellen sikeresen lépett fel. Ő fogalmazta meg elsőként azt a törekvést, miszerint Oroszországnak Balti-tengeri kikötőre van szüksége, ezt az ambíciót azonban csak I. Péter tudta teljesíteni.
A katonai fegyelem és a központi hatalom megszilárdítása érdekében terrorisztikus eszközökkel törte le a bojárok és más nemesek hatalmát.

## Élete

### Ifjúsága
III. Vaszilij moszkvai nagyfejedelem második, Jelena Glinszkaja hercegnővel kötött házasságából született. A cár a későbbiekben megalkotott egy – minden valóságot nélkülöző – elméletet, amely szerint dinasztiája közvetlenül Augustus római császártól származott, így akart ugyanis nagyobb mozgásteret szerezni a nemzetközi örökösödési vitákban. Édesapja halála után két nappal (1533. december 6.) Danyiil metropolita az Uszpenszkij-székesegyházban nagyfejedelemmé kiáltotta ki a gyermek Ivánt. Iván nevében édesanyja, Jelena kormányozta az országot, kegyence, Ivan Ovcsina Tyelepnyev-Obolenszkij közreműködésével: ez adott táptalajt azoknak a híreszteléseknek, mik szerint a gyermek nagyfejedelem valójában Obolenszkij fia. Jelena 1538. április 3-án halt meg, feltehetően megmérgezték. Iván a későbbiekben senkit sem vádolt meg nyíltan e bűn elkövetésével, de a kegyencet börtönbe vetették, Obolenszkij húgát pedig – aki Iván dajkája is volt – kolostorba zárták. Formálisan Iván 5 éves korától részt vett az államügyek intézésében, így az egymással folytonosan rivalizáló bojárcsaládok, a Sujszkijek és a Belszkijek hatalmi harcának középpontjába került. Nem feledte ekkori tapasztalatait, és élete végéig mélységesen bizalmatlan maradt a bojárokkal szemben.
A koronázás 1547. január 16-án zajlott le, egyszerű, zárt körű udvari ünnepség keretében. Azzal, hogy felvette "a minden oroszok cárja és nagyfejedelme" címet, Iván tudtára adta a világnak, hogy a bizánci császárok örökösének tekinti magát. (A cár szó a latin caesarból származik, s a kortársak imperatornak ["császár"] fordították.) Február 3-án feleségül vette az ősi Kobila-Koskin családhoz tartozó Anasztázia Zaharina-Jurjevát (e családból származott a későbbi Romanov-ház). Boldog házasságban éltek, hat gyermekük született, de közülük csak kettő maradt életben. A történészek feltételezése szerint az 1560. augusztus 7-én elhunyt Anasztázia jótékony hatással volt Ivánra, és – Makarijhoz, a moszkvai metropolitához hasonlóan – gyakran lépett fel békítő szándékkal. Valószínűleg Makarij ösztönözte az ifjú uralkodót arra, hogy az igazságszolgáltatás elvein alapuló keresztény államot hozzon létre. A reformokat az egyházi ügyek rendezésével kezdte; intézkedéseit az 1547-es, 1549-es és 1551-es zsinatokon el is fogadtak. 1549-ben megalapította a Izbrannaja Rada ("Kiválasztottak Tanácsa") nevű, héttagú tanácsadó testületet. Ez év februárjában meghívta a bojárság, a főpapság és a moszkvai nemesség képviselőit az úgynevezett "megbékélés gyűlésé"-re (szobor primirenyija), melyen meghirdette reformpolitikáját. Az eleinte gyakran, majd egyre ritkábban ülésező országos gyűlés (zemszkij szobor) magában hordta rendi-képviseleti monarchia megvalósításának lehetőségét. 1550-ben új Szugyebnyikot – törvénykönyvet – állítottak össze és fogadtattak el az országos gyűléssel; javítottak a közigazgatási rendszer működésén és a katonai szolgálat feltételein; vidéken megszervezték a helyi közigazgatás zemsztvónak nevezett egységeit, amelyek élén választott elöljárók (zemsztvosztaroszta) álltak.

### Harc a tatárok ellen és belső problémák
A moszkvai uralkodóknak mindig sok gondot okoztak a tatár csapatok betörései; Iván is tudatában volt ennek a veszélynek, ezért úgy határozott, hogy támadásba lendül. Két eredménytelen hadjárat (1547, 1549) után csapatai végül 1552-ben bevették Kazany városát, így a Volga menti Kazanyi Kánság Oroszország része lett. 1556-ban az Asztraháni Kánság ellenállás nélkül elfogadta Moszkva fennhatóságát. A hadjáratokban a cár személyesen részt vett, az államügyek intézését Makarij metropolitára bízta. A belső hatalmi harcok folytatódtak, s a helyzetet csak tovább nehezítették az orosz örökösödési törvények, amelyek oly bonyolultak voltak, hogy óhatatlanul vitához vezettek; a nemesség eközben mind számát, mind hatalmát tekintve megerősödött. 1553 márciusában Iván súlyosan megbetegedett, ezért magához hívatta bojárjait, hogy esküdjenek hűséget örökösének, a kiskorú Dmitrij hercegnek. A titkos tanácsban és a bojárdumában megoszlottak a vélemények, sokan attól tartottak, hogy a gyermek trónra kerülése esetén kiújul az Iván kiskorúsága idején tomboló erőszakhullám.
A bojárok jelöltje a cár elsőfokú unokatestvére, Vlagyimir Andrejevics sztaricai herceg volt. Bár ezzel sok hűséges alattvalóját maga ellen fordította, a cár végül elismertette fia örökösödési jogát. Ez alkalommal senki sem lett kegyvesztett, sőt maga Vlagyimir is tagja lett a régensi tanácsnak. Ugyanakkor Iván tisztában volt azzal, hogy unokatestvére fenyegetést jelent fia számára, s mivel az elkövetkező 15 év során a herceg és nagyravágyó édesanyja tovább erősítette gyanúját, végül mindkettőjükkel leszámolt (feltehetőleg 1569-ben).

### A livóniai háború

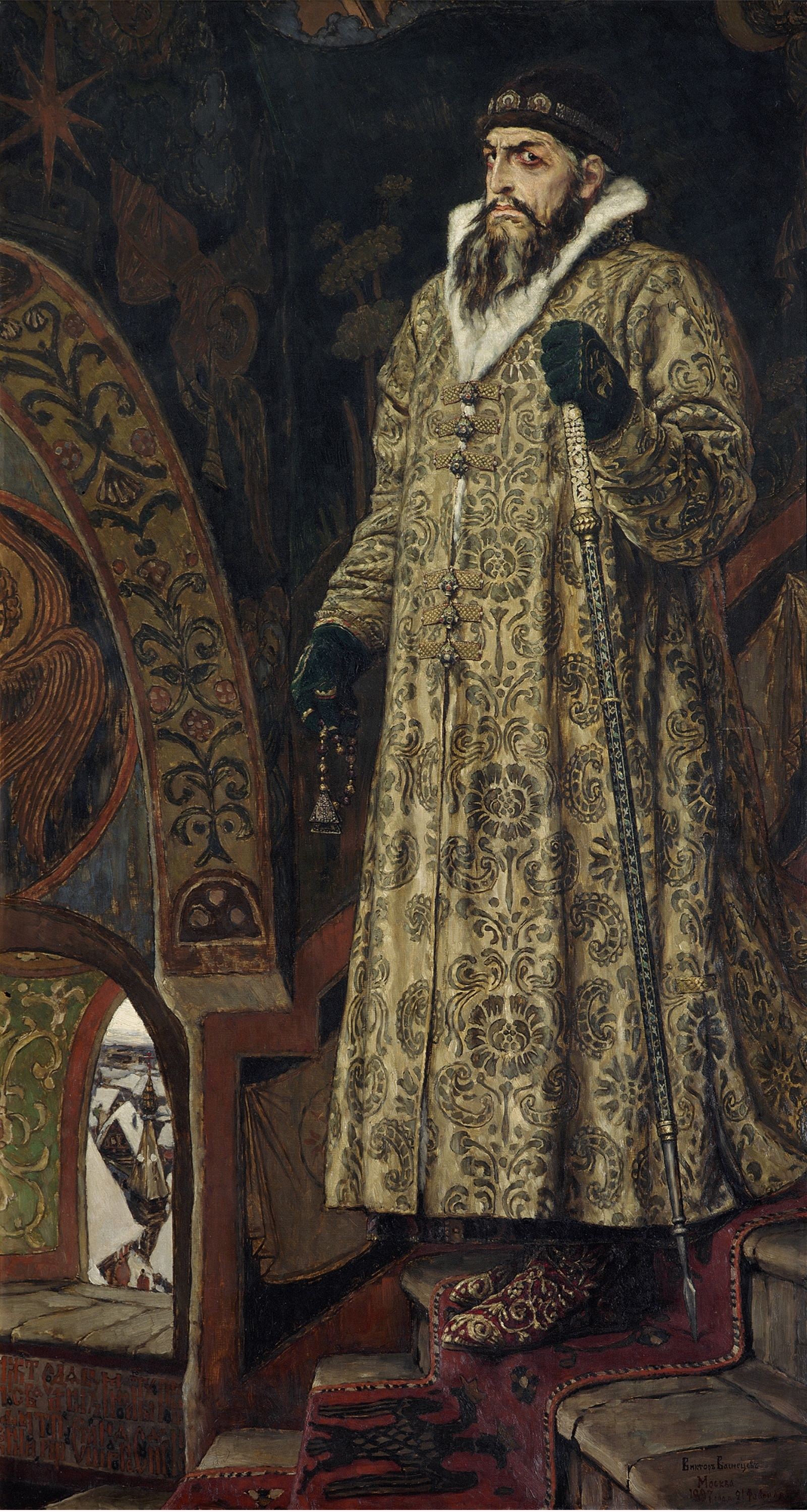
Viktor Vasznyecov: IV. Iván (1897)

Miután a Volga mindkét partján biztosította hatalmát, Iván figyelme a Baltikumra irányult; tengeri kijáratot akart, hogy megoldja a tenger nélküli Oroszország évszázados problémáját. Az eredetileg Kínába induló Richard Chancellor és brit kereskedőtársai a Fehér-tenger felől jutottak el 1553–1554-ben Moszkvába, Iván azonban meg volt győződve arról, hogy csak akkor tud eredményesen kereskedni Európával, ha a Balti-tenger partján jut kikötőhöz. A 24 évig tartó livóniai háború 1558 januárjában kezdődött. Az első balti hadjárat az oroszok sikerét hozta: Livónia, a Német Lovagrend állama megszűnt létezni, és Narva kikötője orosz kézre került. A háborúba később bekapcsolódott Lengyelország, Svédország és Dánia is, így 1564 körül megváltoztak az erőviszonyok; a livóniai háború második és harmadik szakaszában Iván hadserege súlyos vereséget szenvedett. A teljes összeomlás elkerülése végett a cár XIII. Gergely pápa közbenjárását kérte, aki Antonio Possevino nunciust bízta meg a közvetítéssel. Oroszország 1582-ben a Lengyel–Litván Unióval 10 évre, 1583-ban a svédekkel 3 évre szóló fegyverszünetet kötött.

### Azopricsnyinaévei
Miközben a livóniai háború folyt, Iván otthon sem maradt tétlen – 1565-ben két részre osztotta Oroszországot. Az egyik felét, a zemscsinát a régi módszerek szerint a bojárduma kormányozta; a másikat, az opricsnyinát maga a cár igazgatta gondosan megválasztott – eleinte 1000 főből álló, de később 6000-es létszámúra duzzasztott – opricsnyikgárdája segítségével. A szinte évről évre változó opricsnyina területileg meghaladta a zemscsinát, népességét tekintve viszont alatta maradt. Ez a közigazgatási átszervezés tovább gyengítette az ország erejét: a kimerítő livóniai háború és az opricsnyina hatását a történészek a tatárjárás következményeihez hasonlítják.
Az ország kettéosztottságát Iván 1572-ben szüntette meg, miután az opricsnyina seregei nem tudták megállítani a krími tatárok előretörését: I. Devlet Giráj krími kán seregei elfoglalták és felégették Moszkvát. Mindenesetre ez a hétéves időszak véres szégyenfoltot hagyott Iván történelmi örökségén, és kétségeket ébresztett beszámíthatóságát illetően.

### Török háború
A Kazáni és az Asztraháni Kánság elfoglalásával Oroszország az 1550-es években Kelet-Európa legerősebb hatalmává vált. Az Oszmán Birodalom nem csupán az oroszok visszaszorítását és a Krími Tatár Kánság megsegítését remélte egy északi hadjárattól, hanem a perzsa hadjáratok utánpótlási feltételeit is javítani akarta a volgai vízi út megszerzésével. II. Szelim az orosz terjeszkedéstől tartó lengyelekkel akart szövetségre lépni. 1569 nyarán a törökök és a krími tatárok sikertelenül ostromolták Asztrahánt, mialatt az oszmán flotta Azovot támadta. 1570-ben IV. Iván követeinek Konstantinápolyban sikerült békét kötni a szultán és a cár között. Ennek ellenére a törökök és a krími tatárok újabb háborút indítottak a cár ellen, mely 1574-ben zárult le Iván seregeinek győzelmével. Mivel ekkor a cár nem akart a törökök ellen háborúzni, békét kötött II. Szelimmel.

### Utolsó évei
Iván nehezen viselte reményei és tervei meghiúsulását, s 1581. november 16-án egy vita hevében, pillanatnyi felindultságában halálosan megsebesítette örökösét, Iván cárevicset. Nem fia volt az egyetlen, aki áldozatul esett haragjának: Iván később több mint 3000 nevet tartalmazó szinogyikkokat (halottak jegyzéke az istentiszteleten való megemlékezéshez) küldött szét különféle kolostorokba hatalmas pénzösszegek kíséretében, azzal a paranccsal, hogy a szerzetesek imádkozzanak a halottak lelki üdvéért (sok áldozat neve nem is került ezekre a listákra).
A cár 1584. március 18-án halt meg hosszú uralkodás után kaotikus állapotban hagyva az országot fiára, I. Fjodorra. A Fjodort követő másfél évtized, az úgynevezett "zavaros idők" (szmuta; 1598–1613) voltak.

## Megítélése

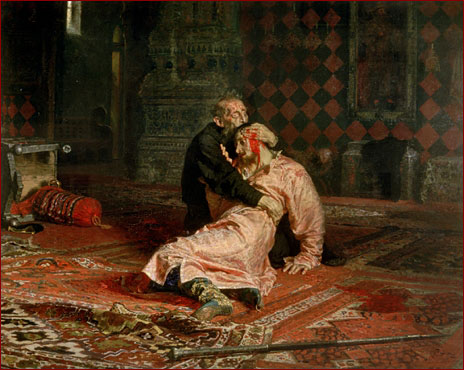
Ilja Jefimovics Repin: Rettegett Iván és fia 1581. november 16-án

Sok cselekedete megbotránkoztatta a kortársakat, főként a nyilvános kivégzések brutalitása keltett nagy közfelháborodást; a cár különösen kegyetlen módon számolt le a vele szembehelyezkedő papokkal, és hasonló brutalitással tizedelte meg Novgorod városának lakosságát. A történészek többsége mindamellett egyetért abban, hogy Iván tudatos és számító politikus volt; első felesége elhunyta után kész volt házasság révén elérni politikai céljait. 11 nappal Anasztázia halála után már utasította embereit, hogy kezdjenek tárgyalásokat II. Zsigmond Ágost lengyel királlyal, majd hosszas megfontolás után bejelentette, feleségül kívánja venni a király húgát, Katalint. Ezek a tárgyalások sikerteleneknek bizonyultak, bár Iván később ismét próbálkozott, sőt, 1567-ben még békét is kötött a svédekkel, hogy megszerezhesse Katalint, aki időközben feleségül ment János svéd herceghez (a későbbi III. János svéd királyhoz). A cár így akarta létrehozni a lengyel–orosz politikai uniót, melynek a határ mindkét oldalán számos támogatója akadt. 1572-ben, a Jagelló-ház kihalásakor Iván is benyújtotta igényét a lengyel trónra.
Iván kétségtelenül szenvedélyes férfiember volt, és minthogy nem helyeselte, hogy egy uralkodó házasságon kívüli kapcsolatokat tartson fenn, gyakran cserélte feleségeit; hat hitvese volt (a hetedik frigyet az egyház nem szentesítette), közülük három meghalt, egy túlélte őt, kettőtől pedig elvált, és zárdába kényszerítette őket. Az angol követtel tárgyalt arról is, hogy esetleg feleségül venné I. Erzsébet angol királynő egyik udvarhölgyét, Mary Hastingset. 1553 után igyekezett megszilárdítani a kapcsolatokat Angliával, 1566-ban még az is felvetődött benne, hogy lemond, és Angliában telepszik le. Végül azonban haláláig az orosz trónon maradt.
Sokféle eredmény fűződik a nevéhez; a külpolitikában minden lépését egy célnak rendelte alá: Európához akarta közelíteni országát – e törekvését másfél évszázaddal később Nagy Péter folytatta. Iván politikáját rossz szemmel nézték a környező európai országok uralkodói, akik nem örültek az erős és gazdag vetélytárs megjelenésének. A cár igyekezett gátat vetni a tatár és török csapatok betöréseinek. Támogatta a kultúra fejlesztését. A Kreml szomszédságában felállíttatta a Pecsatnij dvor elnevezésű nyomdát, és irányításával Ivan Fjodorov diakónust, az orosz könyvnyomtatás atyját bízta meg. Iván fennmaradt írásai nagyrészt politikai jellegűek, de ezek is igazolják tehetségét: szókincse gazdagabb valamennyi XVI. századbeli orosz írónál. Emellett még imádságokat és egyházi zeneműveket is szerzett. A pravoszláv egyház odaadó híve volt, de ez a meggyőződése gyakran kényelmetlennek bizonyult politikai céljai szempontjából.

## Családfa
| III. Iván * 1440. I. 22. † 1505. X. 27. | III. Iván * 1440. I. 22. † 1505. X. 27. |                                                |                                                | Palaiologina Zsófia * 1449 (?) † 1503. IV. 7. | Palaiologina Zsófia * 1449 (?) † 1503. IV. 7. |  |  | Vaszilij Lvovics Glinszkij | Vaszilij Lvovics Glinszkij |                                              |                                              | Ana Jakšić | Ana Jakšić |
|                                         |                                         |                                                |                                                |                                               |                                               |  |  |                            |                            |                                              |                                              |            |            |
|                                         |                                         |                                                |                                                |                                               |                                               |  |  |                            |                            |                                              |                                              |            |            |
|                                         |                                         | III. Vaszilij * 1479. III. 25. † 1533. XII. 3. | III. Vaszilij * 1479. III. 25. † 1533. XII. 3. |                                               |                                               |  |  |                            |                            | Jelena Glinszkaja * 1506/1507 † 1538. IV. 3. | Jelena Glinszkaja * 1506/1507 † 1538. IV. 3. |            |            |
|                                         |                                         |                                                |                                                |                                               |                                               |  |  |                            |                            |                                              |                                              |            |            |
|                                         |                                         |                                                |                                                |                                               |                                               |  |  |                            |                            |                                              |                                              |            |            |
|                                         |                                         |                                                |                                                |                                               |                                               |  |  |                            |                            |                                              |                                              |            |            |

| 1 Anasztázia Romanovna * 1523 † 1560. VIII. 7. OO 1547. II. 3. 5 Anna Vaszilcsikova * ? † 1576/1577 OO 1575 1576-ban elváltak | 1 Anasztázia Romanovna * 1523 † 1560. VIII. 7. OO 1547. II. 3. 5 Anna Vaszilcsikova * ? † 1576/1577 OO 1575 1576-ban elváltak | 2 Mária Tyemrjukovna * 1544 † 1569. IX. 1. OO 1561. VIII. 21. 6 Mária Dolgorukaja * ? † 1580 OO 1577 | 2 Mária Tyemrjukovna * 1544 † 1569. IX. 1. OO 1561. VIII. 21. 6 Mária Dolgorukaja * ? † 1580 OO 1577 | IV. Iván * 1530. VIII. 25. † 1584. III. 18. | IV. Iván * 1530. VIII. 25. † 1584. III. 18. | 3 Márta Vasziljevna Szobakina * 1552 † 1571. XI. 13. OO 1571. X. 28. 7 Mária Fjodorovna Nagaja * ? † 1608 OO 1580. IX. 6. | 3 Márta Vasziljevna Szobakina * 1552 † 1571. XI. 13. OO 1571. X. 28. 7 Mária Fjodorovna Nagaja * ? † 1608 OO 1580. IX. 6. | 4 Anna Alekszejevna Koltovszkaja * ? † 1626. IV. 5. OO 1572. IV. 29. 1574-ben elváltak | 4 Anna Alekszejevna Koltovszkaja * ? † 1626. IV. 5. OO 1572. IV. 29. 1574-ben elváltak |
| | | | |                                             |                                             | | |                                                                                        |                                                                                        |
| | 1 | | 1 |                                             | 1                                           | | 1 |                                                                                        | 1                                                                                      |
| Anna * 1549. VIII. 10. † 1550. VII. 20.                                                                                       | Anna * 1549. VIII. 10. † 1550. VII. 20.                                                                                       | Mária * 1551. III. 17. † 1551                                                                        | Mária * 1551. III. 17. † 1551                                                                        | Dmitrij (1.) * 1552. X.-e † 1553. VI. 6.    | Dmitrij (1.) * 1552. X.-e † 1553. VI. 6.    | Iván * 1554. III. 28. † 1581. XI. 19.                                                                                     | Iván * 1554. III. 28. † 1581. XI. 19.                                                                                     | Eudoxia * 1556. II. 28. † 1558. VI.-a                                                  | Eudoxia * 1556. II. 28. † 1558. VI.-a                                                  |
| | 1 | | 2 |                                             | 7                                           | | |                                                                                        |                                                                                        |
| I. Fjodor * 1557. V. 31. † 1598. I. 7.                                                                                        | I. Fjodor * 1557. V. 31. † 1598. I. 7.                                                                                        | Vaszilij * 1563 † 1563                                                                               | Vaszilij * 1563 † 1563                                                                               | Dmitrij (2.) * 1582. X. 18. † 1591. V. 15.  | Dmitrij (2.) * 1582. X. 18. † 1591. V. 15.  | | |                                                                                        |                                                                                        |